# Macau Tower
Der Macau Tower ist der 338 Meter hohe Fernsehturm an der Südspitze von Macau, einer Sonderverwaltungszone der Volksrepublik China. Er wurde nach einer Bauzeit von drei Jahren am 19. Dezember 2001 offiziell eröffnet. Der Turm wurde von Gordon Moller vom Architektenbüro CCMBECA, New Zealand entworfen.

## Beschreibung
Insgesamt verfügt der Turm über fünf Aussichtsdecks. Unter anderem befindet sich dort ein um 360 Grad drehbares Restaurant. Die Hauptaussichtsplattform befindet sich auf 223 Metern Höhe und bietet eine Aussicht von bis zu 55 Kilometern. Von dort aus lassen sich weite Teile Macaus und Taipas überblicken. Der 256,6 Meter hohe Turmschaft misst an seiner Basis 16 Meter im Durchmesser, am Übergang zum Turmkorb 12 Meter. Die Höhe der Antenne beträgt 90 Meter.

## Attraktionen
Eine ungewöhnliche Attraktion ist der auf einer Höhe von 233 Metern begehbare Außenring von ca. 1,5 Metern Breite, auf dem man um den Turm herumgehen kann. Dieser Ring hat kein Geländer und ist bis an die Außenkante begehbar. Der Besucher ist nur durch ein Sicherheitsgeschirr und eine Laufleine gesichert. Das Konzept stammt von dem Erfinder des Bungee-Jumpings, A. J. Hackett, und nennt sich Skywalk X. Seit September 2005 wird die neuartige Sportart Sky Jump angeboten, ein mit Bungee-Jumping verwandter Sprung, jedoch ohne Jo-Jo-Effekt. Im Jahr 2007 eröffnete die welthöchste kommerzielle Bungee-Station am Macau Tower mit einer Absprunghöhe von 233 Metern.